# Irtysj (hulpmotor)
De Irtysj (Russisch: Иртыш) was een Russisch 45cc hulpmotortje dat 1954-55 door de Baranov-motorenfabriek te Omsk (Омский моторостроительный завод им. П. И. Баранова) werd geproduceerd.